# Kościuszko pod Racławicami (film 1938)
Kościuszko pod Racławicami – polski film historyczny z 1938 roku.

## Treść
Akcja filmu dzieje się po drugim rozbiorze Polski. W kraju narastają nastroje antyrosyjskie. Do przebywającego w Dreźnie Tadeusza Kościuszki przybywają delegaci z kraju, prosząc, by wrócił i stanął na czele powstania. Wkrótce Kościuszko przybywa do Krakowa i staje na czele insurekcji. Dowodzona przez niego armia odnosi zwycięstwo w bitwie pod Racławicami.
Na tle tych historycznych wydarzeń została toczy się akcja opowieści o miłości porucznika Jana Milewskiego do Hanki, którą wuj i opiekun przeznaczył innemu.

## Twórcy
- Wytwórnia: Libkow-Film
- Reżyseria: Józef Leftes
- Scenariusz: Wacław Gąsiorowski
- Muzyka: Jan Maklakiewicz
- Kierownictwo historyczne: Adam Stebelski
- Kierownictwo wojskowe: Stanisław Gepner
- Sceny batalistyczne wykonano przy współudziale oddziałów: Wojska Polskiego
- Atelier i laboratorium: Falanga

## Obsada
- Tadeusz Białoszczyński – Tadeusz Kościuszko
- Franciszek Dominiak – Wojciech Głowacki
- Bogusław Samborski – brygadier Antoni Józef Madaliński
- Józef Węgrzyn – generał Józef Wodzicki
- Tadeusz Frenkiel – hetman Ożarowski
- Gustaw Buszyński – Osip Igelström
- Elżbieta Barszczewska – Hanka
- Witold Zacharewicz – porucznik Jan Milewski
- Jerzy Pichelski – rotmistrz Kazimierz Brochacki
- Jan Kurnakowicz – sierżant Biedroń
- Eugeniusz Poreda – proboszcz
- Wanda Jarszewska – ciotka Hanki
- Marcin Bay-Rydzewski – generał Tormasow
- Zofia Dobrzańska – matka Hanki
- Julian Krzewiński – Andrzej, wuj Hanki
- Henryk Widłaś – dobosz Maciek
- Roman Dereń – podkomorzy